# Simtex
Simtex fue una empresa desarrolladora de videojuegos de estrategia, fundada por Steve Barcia en Austin (Texas) en 1988, sus productos fueron distribuidos por Microprose y fueron célebres a comienzos-mediados de los años 90, especialmente la saga Masters of Orion. La empresa cerró en 1997.

## Juegos
- Master of Orion (1993)
  - Master of Orion II: Battle at Antares (1996)
- Master of Magic (1995)
- 1830: Railroads & Robber Barons (1995)
- Mech Lords (renombrado a Metal Lords)
- Guardians: Agents of Justice (en desarrollo pero debido al cierre de la empresa, nunca llegó a terminarse)

Los derechos sobre los juegos de Simtex pasaron a Atari.